# Beltrami (cognome)
Beltrami è un cognome di lingua italiana.

## Varianti
Beltrame, Beltramelli, Beltrametti, Beltramini, Beltramo, Beltran, Beltrand, Beltrani, Berterame, Berteramo, Bertram, Bertrame, Bertrami, Bertramin, Bertrand, Bertrandi, Bertrando, Bertrier, Vendrame, Vendramin, Vendramini, Vendramino, Verderame.

## Origine e diffusione
Cognome tipicamente centro-settentrionale, è presente prevalentemente in Emilia, Lombardia e Liguria.
Potrebbe derivare dal prenome Bertrando, dal germanico bert, "lucente", e hraban, "corvo".
Le varianti Bertramin e Vendramin sono venete; Beltran, Bertram e Bertrand sono friulani; Verderame è siciliano; Berterame è pugliese.

## Persone
- Andrea Beltrami (1870-1897) – presbitero italiano, venerabile della Chiesa cattolica
- Elisabetta Benato Beltrami (1812-1888) – pittrice italiana
- Eugenio Beltrami (1835-1900), matematico e accademico italiano
- Giovanni Beltrami (1860-1926) pittore italiano